# جورج إدغار
جورج إدغار (بالإنجليزية: George Edgar)‏ هو دبلوماسي بريطاني، ولد في 21 أبريل 1960.